# Oberegg
Oberegg é uma comuna da Suíça, no Cantão Appenzell Interior. Em 2017 possuía 1.907 habitantes. Estende-se por uma área de 14,6 km², de densidade populacional de 130,5 hab/km². Confina com as seguintes comunas: Altstätten (SG), Balgach (SG), Berneck (SG), Heiden (AR), Marbach (SG), Reute (AR), Trogen (AR), Wald (AR), Walzenhausen (AR), Wolfhalden (AR). 
A língua oficial nesta comuna é o Alemão.